# Pegalajar (kommunhuvudort)
Pegalajar är en kommunhuvudort i Spanien.   Den ligger i provinsen Provincia de Jaén och regionen Andalusien, i den södra delen av landet, 300 km söder om huvudstaden Madrid. Pegalajar ligger 821 meter över havet och antalet invånare är 3 095.
Terrängen runt Pegalajar är varierad. Runt Pegalajar är det glesbefolkat, med 20 invånare per kvadratkilometer. Närmaste större samhälle är Jaén, 12,8 km väster om Pegalajar. Omgivningarna runt Pegalajar är i huvudsak ett öppet busklandskap.